# Литовченко Іван Семенович
Іва́н Семе́нович Лито́вченко (нар. 8 липня 1921, Бугрувате — пом. 27 травня 1996, Київ, Україна) — український художник декоративного та монументального мистецтва; член Спілки художників України з 1954 року; дійсний член Академії архітектури України. Чоловік художниці Марії Литовченко, батько художниці Наталії Литовченко.

## Біографія
Народився 8 липня 1921 року у селі Бугруватому (тепер Охтирський район Сумської області, Україна). Учасник німецько-радянської війни. 1954 року закінчив Львівський інститут прикладного та декоративного мистецтва (викладачі Вітольд Манастирський, Євген Арофікін, Микола Бавструк, Іван Севера, Роман Сельський).
Жив у Києві в будинку на вулиці Академіка Філатова № 10а, квартира № 13. Помер у Києві 27 травня 1996 року.

## Творчість
Працював у жанрі декоративного (художнє ткацтво) та монументально-декоративного мистецтва. Серед робіт:
- геральдичні панно на склепінні центрального залу залізничного вокзалу станції Київ-Пасажирський (1955);
- тематичний килим «Україна в сім'ї братніх республік» (1957; Національний музей українського народного декоративного мистецтва);
- панно «Дружба народів» в аванзалі Головного павільйону Виставки передового досвіду в народному господарстві УРСР (1958, у співавторстві з Валерієм Ламахом, Іваном Скобалом та Іваном Тихим);
- оформлення станції метро «Завод Більшовик» (нині — «Шулявська», 1963);
- художнє оздоблення палацу культури «Іскра» в Маріуполі (1970, у співавторстві з Валерієм Ламахом та Ернестом Котковим);

гобелени (у співавторстві з Марією Литовченко)
- «Радянська Україна» (1960; Національний музей українського народного декоративного мистецтва);
- «Тарас Шевченко і Україна» (1960);
- «Гуцульщина» (1961);
- «Верховино, світку ти наш» (1965);
- «Пробудження» (1968);
- «Коліївщина» (1968);
- «Пісня про козака Вуса» для Палацу одруження в місті Олександрії (1969, у співавторстві з Марією Литовченко і Володимиром Прядкою);
- «Весілля» (1969);
- «Гімн життю» (1970);
- «Леся Українка» (1970);
- «Музами натхненна» (1972);
- «Іван-Побиван» (1976);
- «Народні месники» (1975);
- «Земля квітує» (1978);
- «Світанок» (1979);
- «Світочі науки» (1980-ті);
- «Творчість» (1982);
- «Дружба» (1982);
- «На землі Черкаській» (1984, Черкаський краєзнавчий музей);
- «Героїчна Волинь» (1987);
- «Прометей» (1989);
- «Витоки слов'янської писемності» (1989—1990, триптих);
- «Троїсті музики» (1990);
- «Птах фенікс» (1990);
- «Закохані» (1990);
- «Музика» (1991);
- «Пісня» (1991);
- «Молитва» (1991);
- «Тривога» (1991);
- «Боротьба» (1992);
- «Поет» (1991);
- «Вир» (1993);
- «Двоє» (1993);
- «Дума про Україну» (1995);
- «Реквієм» (1996);

мозаїки
- на житлових будинках на проспекті Берестейському у Києві (1960—1970-ті, у співавторстві з Марією Литовченко і Володимиром Прядкою);
- в інтер'єрах ресторану «Метро» у Києві (1960, не збереглися);
- в інтер'єрах Київського річкового вокзалу (1961);
- «Ікар» у Бориспільському аеропорту (1965, у співавторстві з Валерієм Ламахом та Ернестом Котковим, не збереглися);
- на житлових та адміністративних будівлях у Прип'яті та на Чорнобильській АЕС (1970—1980-ті).

Брав участь у республіканських виставках з 1957 року, всесоюзних з 1967 року, зарубіжних з 1958 року. Персональні виставки відбулися у Києві у 1994 році та посмертні у 1997, 2001, 2011, 2016 роках.

## Відзнаки
- Нагороджений орденами «Знак Пошани», Вітчизняної війни ІІ ступеня (6 квітня 1985)[3];
- Заслужений діяч мистецтв УРСР з 1991 року;
- Національна премія України імені Тараса Шевченка (1998, посмертно; разом з Марією Литовченко за гобелен-триптих «Витоки слов'янської писемності» в Національній бібліотеці України ім. В. І. Вернадського)[2].